# EISCAT
EISCAT (скорочення від англ. European Uncoherent SCATter Scientific Association, Європейська асоціація некогерентного розсіювання) - міжнародна наукова організація, яка керує чотирма дослідницькими установами: у Соданкюля у Фінляндії, біля Кіруни у Швеції, біля Тромсе в Норвегії та на Шпіцбергені. Усі установи знаходяться за полярним колом. Головний офіс розташований у космічному містечку в Кіруні, де також розмішений Інститут космічної фізики. EISCAT було засновано в грудні 1975 року як асоціацію дослідницьких рад у шести країнах-членах. 

## Організація та історія
Плани створити дослідницьку установу для дослідження некогерентного розсіювання в зоні полярного сяйва виникли ще в 1969 році. На початку 1970-х років було проведено багато зустрічей із зацікавленими дослідниками, але серйозна робота почалася лише після того, як Гранвіль Бейнон у 1973 році організував зустріч, на якій було призначено раду директорів і голову. У 1974 році правління представило доповідь про функціонування майбутньої організації, і наприкінці 1975 року перші шість країн-членів погодилися розпочати будівництво EISCAT.
Країнами-засновниками EIASCAT були Швеція, Норвегія, Фінляндія, Велика Британія, Франція та Німеччина. Франція вийшла з організації 2005 року, Німеччина теж перестала бути повноправним членом. Натомість приєднались нові члени - Японія (1996 року) та Китай (2007).
EISCAT керується Радою EISCAT, яка складається з представників дослідницьких установ різних країн-членів. Роботі ради допомагають два комітети, адміністративно-фінансовий і науково-консультативний.

## Обладнання
EISCAT керує чотирма дослідницькими установами на північ від Полярного кола, в Нордичних країнах.

### Материкова система

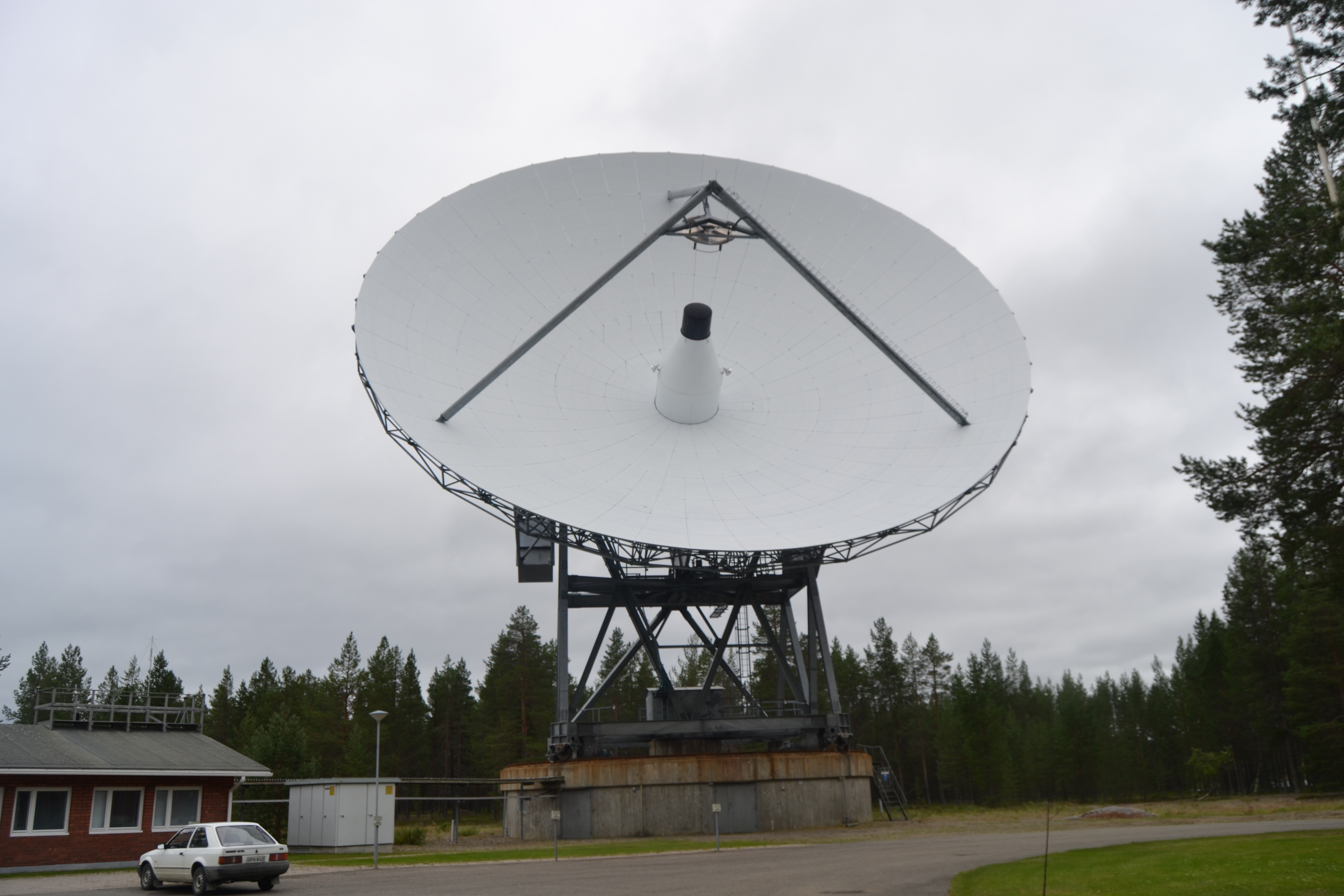
EISCAT Sodankylä.

УВЧ-систему було побудовано як об’єкт із трьох частин: передавач і приймач у Тромсе та приймачі в Соданкюля та Кіруні, але приймачі в Соданкюля та Кіруні пізніше були переналаштовані на УКХ-діапазон. УВЧ-установка в Тромсе складається з керованої параболічної радіолокаційної антени, має частоту передачі 926,6-920,5 МГц і теоретичну потужність 2 МВт.
УКХ-система складається з чотирьох керованих циліндричних антен у Тромсе, які виконують роль передавачів і приймачів, і двох керованих параболічних радіолокаційних антен у Соданкюля та Кіруні. Система має частоту передачі 222,8-225,4 МГц і теоретичну потужність 1,6 МВт.
В Тромсе також знаходяться три фазовані решітки дипольних антен, які працюють як короткохвильовий передавач і приймач. Частота становить 3,85-8,00 МГц, а теоретична потужність 12x100 кВт.

### Шпіцберген

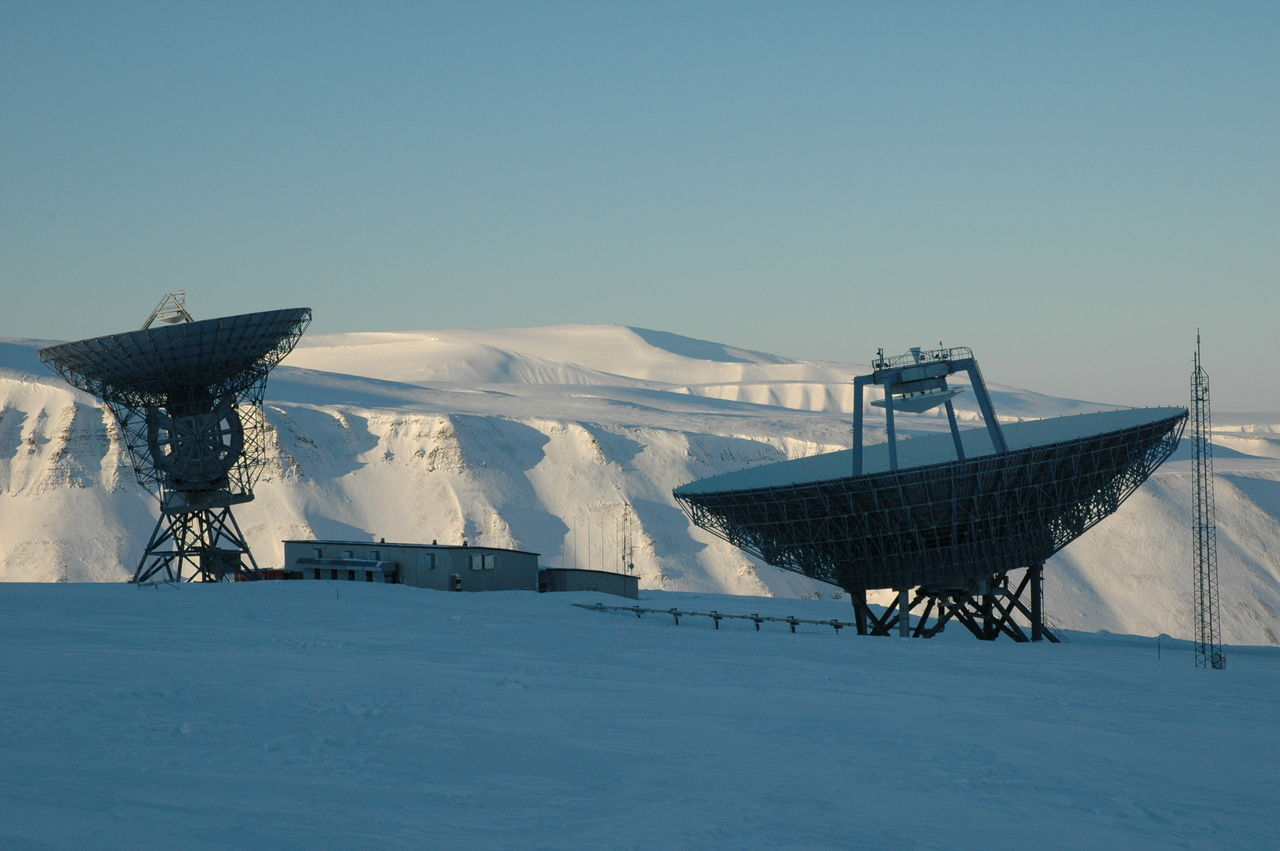
Свалбардський радар EISCAT

На Шпіцбергені біля Лонґіра розташовані дві параболічні радарні антени, одна керована та одна стаціонарна. Вони працюють з частотою передачі 498,0-502,0 МГц і теоретичною потужністю 1 МВт..

### Інавгурація
Материкова УВЧ-система була урочисто відкрита 26 серпня 1981 року, одночасно в усіх трьох країнах. Вимірювання офіційно розпочалися, коли король Швеції Карл XVI Густав натиснув велику червону кнопку. УКХ-радіолокатор був доданий у 1985 році, а Свалбардський радар EISCAT був завершений у 1996 році.

### EISCAT3D
EISCAT працює над створенням нового типу дослідницького радара EISCAT3D. Система має складатися з полів із невеликими антенами у Фінляндії, Норвегії та Швеції.
Вона включатиме передавач та приймач в Скіботні, Норвегія, і приймачи в Каресуванто, Фінляндія та Кайсеніемі, Швеція. Завдяки великій кількості малих антен, об’єднаних в одну велику антену, роздільна здатність системи значно перевищить поточну УВЧ-систему. Прилад працюватиме на частоті 233 МГц.
- EISCAT Тромсе, Норвегія, радіолокаційна станція 69°35′11″ пн. ш. 19°13′38″ сх. д. / 69.58639° пн. ш. 19.22722° сх. д.
- EISCAT Кіруна, Швеція радіолокаційна станція ( 67°51′38″ пн. ш. 20°26′07″ сх. д. / 67.86056° пн. ш. 20.43528° сх. д.
- EISCAT Соданкюля, Фінляндія, радіолокаційна станція 67°21′49″ пн. ш. 26°37′37″ сх. д. / 67.36361° пн. ш. 26.62694° сх. д.
- Eiscat Svalbard Radar, Longyearbyen, Svalbard, Radar Station 78°09′11″ пн. ш. 19°13′38″ сх. д. / 78.15306° пн. ш. 19.22722° сх. д.
- EISCAT3D, Скіботн, Норвегія, запланована радіолокаційна станція
- EISCAT3D, Каресуванто, Фінляндія, запланована наземна станція
- EISCAT3D, Kaiseniemi, між Кіруною та Абіско в муніципалітеті Кіруна, запланована наземна станція

## Наука з EISCAT
EISCAT використовується для вивчення різноманітних явищ у верхній атмосфері та іоносфері. Деякі приклади досліджень EISCAT:
- Втрата плазми Землею. EISCAT зміг виміряти, що Земля втрачає приблизно 1 кг/с речовини (переважно кисню), який витікає в космос з області Північного сяйва[2].
- За допомогою EISCAT можна детально побачити, як іоносфера реагує на зміни космічної погоди[3].
- Одночасні вимірювання за допомогою EISCAT та інших наземних приладів або дослідницьких супутників, таких як Cluster, дали змогу дослідити рух неоднорідностей в магнітосфері[4].
- Вивчаючи сліди метеорів, EISCAT вдалося ослідити, як метеори розпадаються, коли вони потрапляють в атмосферу[5].
- Досліджено свічення молекул повітря у верхніх шарах атмосфери. За допомогою установки в Рамфьордмоен таке світло вдалося створити штучно.